# Обсада на Зара
Обсадата на Зара е битка в началото на Четвърти кръстоносен поход, когато вместо да отплават за Светите земи кръстоносците нападат далматинския град Зара.
Участниците в похода, под натиска на Венецианската република на чийто флот разчитат за придвижването си, нападат далматинското пристанище Зара, което е предмет на продължителни спорове между венецианците и контролиращата го Унгария. Въпреки съпротивата на папа Инокентий III, кръстоносците превземат и разграбват града. Битката е първото нападение на кръстоносци срещу християнски град и става причина папата да отлъчи кръстоносците от църквата, макар по-късно той да ги опрощава. Кръстоносците прекарват зимата в града, като през това време решават през следващата пролет да нападнат Константинопол.